# Dorénaz
Dorénaz ([dɔˈʁɛn(ə)], toponimo francese) è un comune svizzero di 911 abitanti del Canton Vallese, nel distretto di Saint-Maurice.

## Storia
Il comune di Dorénaz è stato istituito nel 1816 con la divisione del comune soppresso di Outre-Rhône nei nuovi comuni di Collonges e Dorénaz; la frazione di Alesse, inizialmente assegnata a Collonges, nel 1841 fu assegnata a Dorénaz.

## Società

### Evoluzione demografica
L'evoluzione demografica è riportata nella seguente tabella:
Abitanti censiti

## Amministrazione
Ogni famiglia originaria del luogo fa parte del cosiddetto comune patriziale e ha la responsabilità della manutenzione di ogni bene ricadente all'interno dei confini del comune.